# ¿Y cómo es él?/¿Qué pasará mañana?
«¿Y cómo es él? / ¿Qué pasará mañana?» es un doble sencillo del cantautor español José Luis Perales del álbum Entre el agua y el fuego. Fue lanzado en 1982, por la discográfica Hispavox (completamente absorbida por EMI en 1985), siendo Danilo Vaona y Rafael Trabucchelli los directores de producción.
La canción ¿Y cómo es él? sería una de las canciones más versionadas y conocidas de Perales, entre sus versiones más exitosas están: la de Raphael en 1984, Vicente Fernández, David Bisbal, Marc Anthony, entre otros, convirtiéndose en uno de los clásicos de su repertorio. Esta canción escrita y compuesta por Perales, estaba dirigida para que lo cantara Julio Iglesias como una dedicación a su exesposa Isabel Preysler tras su divorcio en 1978. Sin embargo, Iglesias la rechazó quedándose para ser interpretada por su autor original.  
Desde el año 2009 ¿Y como es él?, forma parte del musical mexicano, Mentiras, basado en canciones populares de la década de 1980.

## Lista de canciones
| Lado A |                                                                |          |  |
| N.º    | Título                                                         | Duración |  |
| 1.     | «¿Y cómo es él?» (Compuesta originalmente para Julio Iglesias) |          |  |

| Lado B |                       |          |  |
| N.º    | Título                | Duración |  |
| 1.     | «¿Qué pasará mañana?» |          |  |

## Créditos y personal

### Músicos
- Arreglos: Danilo Vaona, Rafael Trabucchelli y Antonio Serrano.

### Personal de grabación y posproducción
- Todas las canciones compuestas por José Luis Perales
- Compañía discográfica: Hispavox
- Realización y dirección: Danilo Vaona y Rafael Trabucchelli.
- Diseño: Carlos Eguiguren
- Ingeniero de sonido: José María Díez

### Créditos y personal
- «DISCOGRAFÍA - ENTRE EL AGUA Y EL FUEGO». joseluisperales.net. 2012. Archivado desde el original el 26 de abril de 2012. Consultado el 15 de enero de 2013.

- Datos: Q16651505